# 新車のにおい

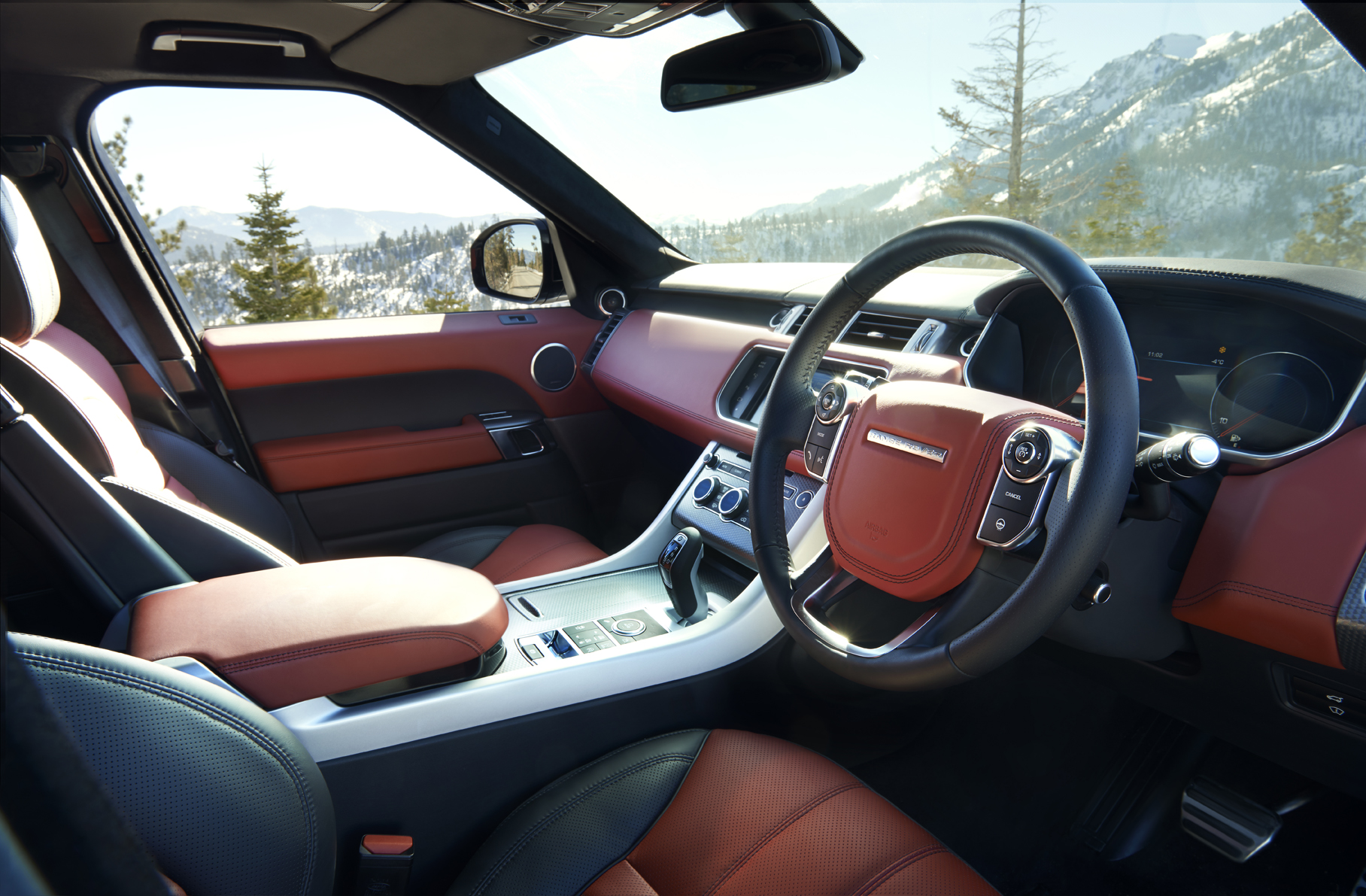
新車の内装

新車のにおい（しんしゃのにおい）は、製造されて間もない自動車もしくは鉄道車両（新車）から発するにおいである。新車臭（しんしゃしゅう）。
車室内の各部品や内装材から発生する揮発性有機化合物 (VOC) に起因する。新車に触れたときの高揚した気持ちの象徴と表現する人もおり、においの中では肯定的に感じる人もいれば、不快に感じる人も最近は増え、シックカー問題と言われる。

## 特徴
中古車と新車の大きな違いを印象付け、このにおいが好きな人もいる。顧客が商品を選ぶ上で感覚に働きかけ、実際に買った顧客にはお金を出した甲斐のあるにおいと満足感を与えることもある。

## 原因
住環境と同様に自動車の室内もゴムやプラスチックなどの高分子材料からできており、自動車の普及に伴い行われた技術開発によって新しい機能を内装に組み込むと共に、その内装の樹脂材に含まれる可塑剤や製造時に用いる接着剤、塗料等からの揮発成分が車室に籠ることにより新車のにおいが作られてきた。初期に籠っていた揮発成分も換気によって多くが排出されて、新車のにおいは時間と共に低下する。合成樹脂や接着剤などに起因する新車のにおいは1980年代後半には車室内からなくなり、従来の新車のにおいは蒸散支配型成分のマスキング作用に担うところが大きく、トルエン等の芳香族炭化水素を低減することにより従来の新車のにおいと異なるにおい質になる。厚生労働省のシックハウスガイドライン物質であるアセトアルデヒドやノナナールの低減のために天然素材の使用を控える必要があり、日本の自動車メーカーの車はどの車種でもほぼ同じにおいなのに対してヨーロッパ、特にドイツ車は各メーカーによってにおいが決まっていると言われる。シートやダッシュボードにも本革を使用することが通例の高級車はあまり新車臭に気遣いする必要はないとも言われる。BMWはポリシーとして「新車は良い香りも悪い匂いもしてはならない。できれば何も匂わないのが望ましい」とし、ロールスロイスはヒット商品である1965年シルバークラウドから抽出した香りを納車の際に新車のシート下に吹きかけている。新品の証としての新車のにおいは、新車を購入した際の満足感の1つとして多くの人が挙げているが、本来存在せず人工的につくられたものであり、工場に用意されている「新車の香り」が製造ラインの最終段階で内装に流布され、約6週間程度持続した後は個々人の生活臭でかき消される仕組みになっている。第二次世界大戦の終戦直後には中古車の床やトランクに吹きつけると新車のようなにおいになるスプレーが中古車ディーラー向けに発売されたこともある。

## シックカー問題
車のシートやカーペット、天井材といった内装材に使われている揮発性有機化合物VOCと言われるもののうち、頭痛や吐き気、喉の痛みのもととなるトルエン、キシレン、ホルムアルデヒド等を原因とする臭いはシックハウス症候群にならってシックカー問題と言われ、2007年度以降に発売される乗用車では、厚生労働省のシックハウスに対する指針を自動車室内にも適用することになる。片頭痛持ちの女性は実際に新車臭に敏感に反応して頭痛を起こすことがしばしばあり、動けなくなるほどの化学物質過敏症の症状が出ることもある。新車及び使用中の車を測定した実験では、58%の車両で暫定指針値を超過したとも報告されるが、微量成分がにおいを左右するケースもあるため、総揮発性有機化合物TVOC濃度と臭気強度の相関は低くなる。